# を
を、ヲは、日本語の音節のひとつであり、仮名のひとつである。1モーラを形成する。五十音において第10行第5段（わ行お段）に位置する。

## 概要

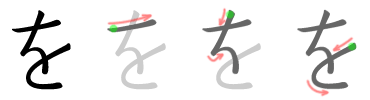
「を」の筆順

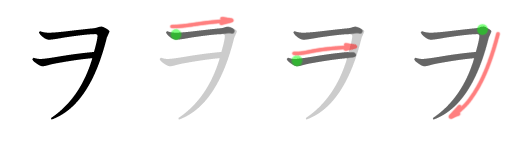
「ヲ」の筆順

- 現代の音韻: 地域や個人による違い・異論はあるが、通常おと同じ発音であり単独の母音とされる。
- 五十音順: 第47位。や行い段とえ段のいとえおよびわ行う段のうを数に加えると50位。逆に現代仮名遣いで使われないゐとゑを除くと45位。
- いろは順: 第12位。「る」の次、「わ」の前。
- 平仮名「を」の字形: 「遠」の草体。
- 片仮名「ヲ」の字形: 「乎」の上の部分の変形。
- 変体仮名「𛄚（越）」
- ローマ字: o（訓令式、ヘボン式）またはwo（日本式）。コンピュータのローマ字入力ではwo。
- 点字:
- 通話表: 「尾張のヲ」
- モールス信号: ・－－－
- 手旗信号：1→9

- 台湾語仮名での「ヲ」は、「ア」「イ」「ウ」「エ」「オ」のいずれでもない第六の母音を示す。発音は「オ」に近いが、口の開け方が狭い（発音記号では [o] ）。
- 発音:  を[ヘルプ/ファイル]

現行の現代仮名遣い以前には仮名のひとつとして使われていたが、現代仮名遣いでは格助詞の「…をする(…ヲスル)」以外は使わず、「を」の仮名で表記していた言葉は「お」と書くように定められている。

### 「を」を「お」と区別して表現する必要がある場合
仮名としての「を」を呼ぶ場合には、あ行の『お』との混同を避けるため、シーンによって様々な表現方法が存在する。特に学校での教え方により、都道府県ごとに呼び方が違う場合が多い。
- 「ウォ」と発音を変えて強調
- わ行の『を』
- つなぎの『を』
- わをんの『を』
- 下の『を』
- 小さい『を』
- 難しい方の『を』
- 重たい『を』
- くっつき（助詞）の『を』
- かぎの『を』
- 腰曲がりの『を』

など。

## 歴史

### 奈良時代
奈良時代には、「オ」は /o/、「ヲ」は /wo/ と発音されており明確な区別があった。借字（万葉仮名）では、オには意・憶・於・應（応）・隱（隠）・乙などの字が用いられる一方、「ヲ」には乎・呼・袁・遠・鳥・鳴・怨・越・少・小・尾・麻・男・緒・雄などが用いられていた。この時代の日本語では語頭以外には母音単独拍は立たなかったため、オとヲは語頭においてのみ対立していた。

### 平安時代
平安時代に入ると「オ」と「ヲ」が語頭において混同されるようになり、オとヲの対立が消滅していった。混同の早い例としては、平安時代初期の『菩薩善戒経』（元慶8年〈884年〉頃の加点）に、「駈」を「ヲヒ」とした例がある。11世紀初頭には語頭の混同例が多くなり、この頃には発音がほぼ統合されていたと見られる。11世紀末までには完全に統合が完了した。統合された後の発音については、/wo/ に統合されたと考えられている。東禅院心蓮（不明 - 1181年）の『悉曇口伝』には、「ア行のヲ」（心蓮は「オ」と「ヲ」の両者に「ヲ」を用いた）について「ヲ者以二ウ穴一呼レウヲ而終ニ開レ唇則成二ヲノ音一也」という記述が見られ、ウを発音した後オを発音する /wo/ のような発音だったことが分かる。また「ワ行のヲ」も「ア行のヲ」と同音だと述べていることから、ア行のオとワ行のヲがいずれも /wo/ になっていたことが分かる。
11世紀中期から後期頃の成立と考えられるいろは歌には、
いろはにほへと　ちりぬるを　わかよたれそ　つねならむ　うゐのおくやま　けふこえて　あさきゆめみし　ゑひもせす
（色は匂へど　散りぬるを　我が世誰ぞ　常ならむ　有為の奥山　今日越えて　浅き夢見じ　酔ひもせず）
とあり、ア行のエとヤ行のエの区別は無いものの（ただしいろは歌にもほんらいア行のエがあったという説がある）、ア行のオとワ行のヲの区別はある。いろは歌以前の成立と見られる天地の詞（10世紀以前に成立か）や大為爾の歌（天禄元年〈970年〉の序文を持つ『口遊』に収録）でも、ア行のオとワ行のヲの区別がある。一方、寛智による『悉曇要集記』（承保2年〈1075年〉成立）には、
アカサタナハマヤラワ一韻
イキシチニヒミリヰ一韻
ウクスツヌフムユル一韻
オコソトノホモヨロ一韻
エケセテネヘメレヱ一韻
とあり、ヤ行のイ、ヤ行のエ、ワ行のウ、ワ行のヲが省かれている。このことから当時の音韻状態は、ア行のエとヤ行のエの区別が既に消失し、ア行のオとワ行のヲの区別も同音になっていた一方、ア行のイとワ行のヰ、ア行のエとワ行のヱは依然として区別されていたという状態だったことがわかる。鎌倉時代に入ると五十音のオとヲが入れ違うようになり、ア行にヲ、ワ行にオを配置したものが一般に使われた。
語中のハ行音がワ行に発音される現象（ハ行転呼）が奈良時代から散発的に見られ、11世紀初頭には一般化した。この現象により、語中・語尾のホの発音が /ɸo/ から /wo/ に変化し、オ及びヲと同音になった。

### 鎌倉時代
ハ行転呼やいくつかの音節の統合により、同じ発音になった仮名が多数生じ、仮名遣いに動揺が見られるようになった。藤原定家（1162年 - 1241年）は仮名遣いを定めるにあたり、『下官集』の「嫌文字事」（文字を嫌ふ事）で60ほどの語について「を・お」「え・へ・ゑ」「ひ・ゐ・い」の仮名遣いの基準を示した。定家の仮名遣いは11世紀後半から12世紀にかけて書写された仮名の文学作品の用例を基準とし、「え・へ・ゑ」「ひ・ゐ・い」のなかには音韻が変化した後の仮名遣いをそのまま採っているものがある。また「を」と「お」の区別は、当時の京都における言葉のアクセントを基準にして「を」が高い音節、「お」が低い音節を表すように仮名遣いを定めた。これは当時「を」と「お」がいずれも /wo/の音になっていたのを、 /wo/の音節を含む言葉を仮名で書き分けるための方法として用いたものであった。ただしこのアクセントで以って「を」と「お」を区別することは、11世紀後半に成立した『色葉字類抄』においてすでに見られるものである。
しかしアクセントによる区別で仮名を書き分けた結果、定家の仮名遣いでは「を・お」が音韻の変化する以前の仮名遣いとは一致しないものが多く含まれることになった。例えば「置く」（おく）、「送る」（おくる）、「怒る」（おこる）、「音」（おと）、「愚か」（おろか）は本来は「お」であるが、アクセントによる使い分けに従った結果「を」になっており、逆に「荻」（をぎ）、「惜しむ」（をしむ）、「甥」（をひ）、「折る」（をる）も本来は「を」だが「お」になっている。なお「香る」（かをる）、「竿」（さを）、「萎る」（しをる）は本来はいずれも「を」だが、のちの『仮名文字遣』などではいずれも「ほ」の仮名で記されている。

### 室町時代
南北朝時代になると、行阿が『仮名文字遣』（1363年以降成立）を著し、仮名遣いの対象語数は1000語以上と大幅に増やした。しかしこのころの京都方言のアクセント体系には非常に大きな変化が生じており、アクセントの高低が変化した語も少なくなかった上に、複合語になるとアクセントが変化する現象なども生じていた。それまでの京都のアクセントでは、二つ以上の言葉が複合語になるなどしてもそれぞれ同じアクセントに保たれたので、同じ語をアクセントにより常に一貫した仮名で書くことも可能だったのである。これらの変化により、/wo/の音を含む言葉もアクセントが変化する例が多く現れ、『仮名文字遣』の「を」と「お」のアクセントによる書き分けは、それまでの仮名遣いとは食い違うことになった。このアクセントの変化について当時の人々は気づくことができず、長慶天皇は『仙源抄』でこの「を・お」の書き分けに当時のアクセントと合わないものがあったことから、定家の定めた仮名遣いを批判した。しかしこののち一般には『仮名文字遣』に記される仮名遣いが「定家仮名遣」として世に広く受け入れられ、「を・お」の書き分けもこれが典拠とされた。定家仮名遣は和歌や連歌など歌道の世界などで広く使われたが、それ以外の分野では「を」「お」および語中・語尾の「ほ」の書き分けは混用した状態が続いた。
16世紀（室町時代後期）のキリシタン資料におけるローマ字表記では、オとヲは語頭・語中・語尾いずれにおいても uo や vo で表記されている（当時は W という文字は確立しておらず、/w/ にも V が用いられた）ことから、この時代においてもオ、ヲの発音は /wo/ であったことが分かる。

### 江戸時代
江戸時代に版行された浄瑠璃本では、「を・お」は定家仮名遣に概ね一致する書き分けがなされていたが、変字法的に用い、文中で「を・お」が出てくる度に「を」と「お」を交互に用いるなどの用法も見られた。
江戸時代の契沖（1640年 - 1701年）は、『万葉集』、『日本書紀』などの上代文献の仮名遣いが定家仮名遣と異なることに気付き、源順の『和名類聚抄』（承平年間、931年 - 938年頃成立）以前の文献では仮名遣いの混乱が見られないことを発見した。そこで、契沖は『和字正濫鈔』（元禄8年〈1695年〉刊）を著し、上代文献の具体例を挙げながら約3000語の仮名遣いを明らかにして、仮名遣いの乱れが生じる前の上代文献に基づく仮名遣いへ回帰することを主張した。契沖の仮名遣いは契沖の没後に次第に一般に受け入れられていった。また、本居宣長は『字音仮字用格』（安永5年〈1776年〉刊）で五十音図における鎌倉時代以来の誤りを指摘し、それまでア行にヲ、ワ行にオが収められていたのを本来の位置に正した。
18世紀中頃には、オ・ヲの発音が /wo/ から /o/ に変化し現代と同じになった。享保12年（1727年）に江戸で出版された『音曲玉淵集』には、「ウヲと拗音に唱ふる事悪」とあり、既に当時の江戸ではオ・ヲは /wo/ ではなく /o/ だったとみられる。明和8年（1771年）に上方で成立した『謳曲英華抄』には、「をハうより生ずる故に初に微隠なるうの音そひて唇にふれてうをといはる」とあるが、この本は実際の口語と異なる謡曲の発音を教えるものであるから、既にこの頃には上方の口語でもオ・ヲは /o/ だったと見られる。

### 明治時代以降
明治6年（1873年）、契沖の仮名遣いを基礎に、古文献を基準とした歴史的仮名遣が『小学教科書』に採用され、これ以降学校教育によって普及し一般に広く用いられた。
また、台湾統治時代に台湾語をカナ標記で示す際のルールで「ヲ」をワ行用ではなく母音の1つで使用したことがある、詳しくは台湾語仮名を参照。
しかし1946年（昭和21年）には表音式を基本とした『現代かなづかい』が公布され、現代の発音を反映した仮名遣いが採用された。これにより「お・を」の表記は語源に関わらず「お」に統合されることになったが、助詞の「は」「へ」「を」に関しては使用頻度が高く書き換えの抵抗感が強いため、発音通りに「わ」「え」「お」と書くのではなくそのまま残された。このため、「を」は助詞専用の仮名として残ることになった。これは完全な表音式仮名遣いに移行するまでの繋ぎの予定だったが、『現代かなづかい』はそのまま定着してしまったため、小幅な修正を加えて昭和61年（1986年）に公布された『現代仮名遣い』でも、「を」は助詞のみに残された。

## 現代の用法

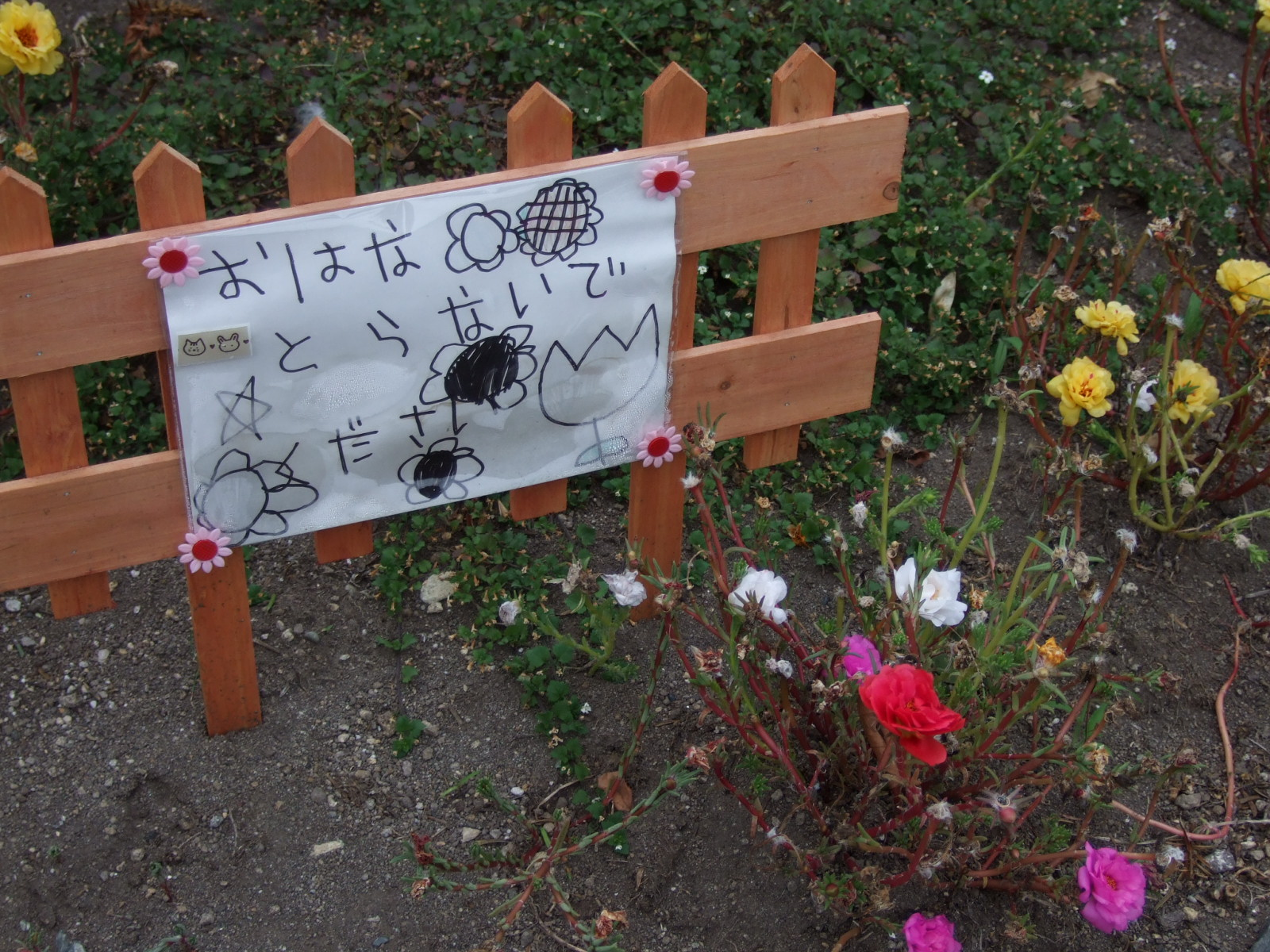
省略した使用例
おはな（を）
とらないで
ください

現代仮名遣いでは、「を」を用いるのは格助詞の「を」、およびそれを含む複合語の「をば」「をや」「をも」「てにをは」などや、成句の「～せざるを得ない」「やむを得ない」など少数の語に限られる。発音は [o] である。
歌の場合、「を」を [β̞o̜] や [β̞o̜] で発音する歌手がしばしば見られる。

## 歴史的仮名遣いで「を」が含まれる語
歴史的仮名遣いに基づいた五十音順に示す。以下に示した語の「を」は、助詞の「を」を除いて、現代仮名遣いでは全て「お」に書き換える。発音は標準語や東京方言では語頭・語中・語尾に関わらず全て [o] である。

### 和語
青（あを）、青い（あをい）、功（いさを）、魚（いを）、魚（うを）、鰹（かつを）、香・薫（かをり）、香る・薫る・馨る（かをる）、竿・棹（さを）、栞（しをり）、萎れる（しをれる）、撓（たを）、嫋やか（たをやか）、手弱女（たをやめ）、撓（たをり）、手折る（たをる）、十（とを）、益荒男・丈夫・大夫（ますらを）、操（みさを）、澪（みを）、夫婦（めをと）、やおら（やをら）、～を（助詞）、尾（を）、小（を）、峰・丘（を）、雄・男・牡（を）、麻（を）、緒（を）、岡・丘（をか）、陸（をか）、傍・岡（をか）、犯す・侵す・冒す（をかす）、拝む（をが、ねらむ、む）、傍目・岡目（をかめ）、荻（をぎ）、桶（をけ）、朮（をけら）、痴・烏滸・尾籠（をこ）、烏滸がましい（をこがましい）、鰧・虎魚（をこぜ）、長（をさ）、筬（をさ）、訳語（をさ）、おさおさ（をさをさ）、幼い（をさない）、収める・納める・治める・修める（をさめる）、惜しい（をしい）、鴛鴦（をしどり）、教える（をしへる）、雄・牡（をす）、食す（をす）、教わる（をそはる）、復・変若（をち）、遠・彼方（をち）、叔父・伯父（をぢ）、叔父さん・伯父さん（をぢさん）、夫（をっと）、男（をとこ）、縅（をどし）、一昨年（をととし）、一昨日（をととひ）、少女・乙女（をとめ）、囮（をとり）、踊る（をどる）、斧（をの）、戦く（をののく）、叔母・伯母（をば）、叔母さん・伯母さん（をばさん）、小母さん（をばさん）、終わる（をはる）、甥（をひ）、終える（をへる）、女郎花（をみなへし）、檻（をり）、居る（をる）、折る（をる）、大蛇（をろち）、女（をんな）、男（をぐな）

### 漢字音

#### 呉音
乎（ヲ）、屋（ヲク）、曰・戉・粤・越・鉞・榲・膃（ヲチ）、宛・苑・垣・怨・爰・袁・冤・温・椀・援・寃・媛・園・榲・猿・蜿・瘟・薀・穏・鴛・薗・轅・鋺・鰛・贇・鰮（ヲン）

#### 漢音
汚・於・烏・悪・嗚・塢（ヲ）、瓮・翁・蓊・甕・鶲（ヲウ）、屋（ヲク）、榲・膃（ヲツ）、温・榲・瘟・穏・鴛・薀・鰛・鰮（ヲン）

#### 唐音
和（ヲ）

#### 慣用音
奥（ヲク）、愠・慍・褞（ヲン）

## を に関わる諸事項
- 固有名詞では、アヲハタ株式会社、さいとう・たかを、私屋カヲル、眞鍋かをり、ナナヲアカリなどに「を・ヲ」が用いられる例が見られる。
- 地名では、京都府京都市伏見区深草ヲカヤ町、愛知県海部郡飛島村大字飛島新田字竹之郷ルヲノ割など稀に使用される。また、地名をいろは順で表している地域（いろは順#地名・地番にいろは順を用いた例を参照）において、「い」から数えて12番目の意味で用いられることがある。
- 隠語やインターネットスラングなどでは、「ヲタク」や、その省略形の「ヲタ」など、語源に関わらずオをヲに書き換えることがある。
- みずほ銀行など一部の銀行では、振込の名義人に「ヲ」を使用することができない。なお、みずほ銀行においては、他の金融機関からの振込入金で振込名義人の中に「ヲ」の字が含まれていた場合、自動的に「オ」に変換されて表示・記帳される。
- 自動車用ナンバープレートでは、字面が似ている「あ」との混同を避ける為、「お」の代わりに「を」が用いられている[2]。
- 日本国内の鉄道の車両形式では、秩父鉄道が唯一貨車の形式記号に「ヲ」を用いている。これは「オ」は旧国鉄以来各社が客車形式に用いているため、それと区別するための措置とされている。
- 愛媛県では「を」と「お」を区別して発音している人が多数派である。